# Петров, Александр Николаевич (генерал)
Александр Николаевич Петров (23 ноября 1902, Карачев, Орловская губерния — 9 ноября 1980, Горький) — советский военачальник, генерал-майор артиллерии (09.11.1944).

## Биография
Родился 23 ноября 1902 года в городе Карачев (ныне в Брянской области). Русский.
После окончания церковно-приходской школы поступил в гимназию.

## Военная служба

### Гражданская война
28 марта 1919 года поступил на Карачевские артиллерийские командные курсы. Будучи курсантом, принимал участие в борьбе с бандами «зеленых» в Сомовской волости. В сентябре в составе курсов убыл под Петроград, где участвовал в боях против войск генерала Н. Н. Юденича. После разгрома войск Н. Н. Юденича был направлен в город Самара в Высшую объединенную военную школу Туркестанского фронта, затем из Самары школа была переведена в город Ташкент. В ее составе участвовал в боях с басмачами на Бухарском фронте. Член ВКП(б) с 1920 года. Летом 1921 года школа была переведена в город Киев, где он ее окончил в декабре месяце.

### Межвоенные годы
После завершения обучения с декабря 1921 года командовал огневым взводом в 134-м легком артиллерийском дивизионе в составе 45-й стрелковой дивизии. С июля 1922 года проходил службу в учебной батарее УВО в городе Васильков Киевской губернии в должностях командира учебного взвода и помощника начальника школы связи. Осенью 1922 года был начальником сводного конного отряда по борьбе с бандитизмом в Васильковском уезде.
В январе 1923 года Петров назначен помощником командира батареи 25-го легкого артиллерийского дивизиона 25-й стрелковой дивизии им. В. И. Чапаева. В августе он переводится в 7-ю стрелковую дивизию в город Лубны, где был командиром взвода гаубичного артиллерийского дивизиона, помощником командира батареи легкого артиллерийского дивизиона, помощник командира артиллерийского парка дивизии. В сентябре 1924 года вновь переведен в 25-й легкий артиллерийский дивизион на должность помощника командира батареи. В период с декабря 1924 года по май 1925 года находился на курсах комсостава при учебной батарее УВО в городе Чугуев. С августа 1925 года командовал батареей в 100-й стрелковой дивизии. С апреля по октябрь 1926 года исполнял должность помощника командира батареи 73-го артиллерийского полка 25-й стрелковой дивизии, позже назначается командиром батареи в 75-й артиллерийский полк 75-й стрелковой дивизии. В том же месяце он был направлен на КУКС зенитной артиллерии в город Севастополь. После них в октябре 1927 года получил назначение в 4-ю артиллерийскую бригаду в Ленинграде, где командовал батареей и дивизионом. В январе 1931 года был переведен в Севастопольскую школу зенитной артиллерии, где также был командиром батареи и дивизиона. С марта 1935 года командовал отдельным дивизионом в городе Кременчуг.
В августе 1937 года капитан Петров был уволен из РККА по ст. 43, п. «б».- Положения о прохождении службы командным и начальствующим составом РККА. Работал в Центральном управлении ГВФ инспектором отдела ГСМ. В июле 1939 года восстановлен в кадрах РККА и назначен преподавателем топографии Училища инструментальной разведки зенитной артиллерии.
В октябре 1939 года переведен преподавателем тактики в Горьковском училище зенитной артиллерии им. В. М. Молотова, затем в этом же училище был помощником командира и командиром дивизиона курсантов.

### Великая Отечественная война
В начале войны майор Петров продолжал командовать дивизионом курсантов в училище. В ноябре его назначили начальником 4-го отдела (боевой подготовки) штаба Горьковского дивизионного района ПВО. С мая 1942 года командовал 784-м зенитным артиллерийским полком, который был предназначен для прикрытия Горьковского автозавода.
Весной 1943 года был направлен командиром артиллерийского зенитного полка на Воронежский фронт. Однако по прибытии в мае месяце был назначен заместителем командующего артиллерией по ПВО 69-й армии, войска которой вели боевые действия в составе Воронежского, а с 18 июня — Степного фронтов. Артиллерия под его командованием усиливала противовоздушную оборону общевойсковых соединений, прикрывала объекты армейского и фронтового тыла в Курской битве, битве за Днепр. Во время боев зенитные артиллерийские части армии неоднократно использовались для поражения наземных целей.
13 января 1944 года подполковник Петров был назначен командиром 12-й зенитной артиллерийской дивизии. Части дивизии входили в состав 3-й армии Белорусского фронта (с 17 февраля 1944 г. — 1-й Белорусский фронт). До июньского наступления 1944 года дивизия находилась в основном на прикрытии тыловых объектов и переправ фронта, в марте месяце использовалась для прикрытия командных пунктов артиллерии в позиционных районах, важных тыловых объектов 3-й армии в районе города Рогачёв. В мае 1944 года дивизия была придана 28-й армии и участвовала в боях за Брест (Люблин-Брестская наступательная операция), в период с 17 по 21 августа орудия дивизии были поставлены для стрельбы прямой наводкой. За успешное выполнение заданий командования в этой операции дивизия получила почетное наименование «Брестская». С сентября 1944 года дивизия была оперативно переподчинена командующему 65-й армией и участвовала в наступательных боях, в ходе которых вышла в районе Вышкув к реке Нарев, где прикрывала возводимые переправы. В начале октября при попытке противника ликвидировать плацдарм на р. Нарев южнее Пултуска дивизия приняла на себя удар пехоты и танков противника, в течение 17 часов отражала яростные атаки врага, способствуя удержанию плацдарма. В конце 1944 года и в 1945 года дивизия прикрывала войска 65-й армии при проведении Млавско-Эльбингской и Восточно-Померанской наступательных операций. За бои в районе города Данциг дивизия была награждена орденом Кутузова 2-й степени.
За время войны 12-я зенитная артиллерийская дивизия с боями прошла 2685 км, нанеся врагу следующий урон: сбито самолетов — 752, уничтожено танков — 123, подбито танков — 34, рассеяно и частично уничтожено более 2-х полков пехоты, подавлено 75 мм полевых артиллерийских батарей — 36, уничтожено огневых точек — 277, подавлено зенитных батарей — 18, уничтожено НП — 39, уничтожено складов боеприпасов — 310, захвачено в плен солдат и офицеров противника — 28.
За боевые отличия комдив Петров был три раза персонально упомянут в благодарственных в приказах Верховного Главнокомандующего.

### Послевоенное время
После войны генерал-майор артиллерии Петров продолжил командовать 31-й зенитной артиллерийской дивизией переведенной в город Бунцлов.
С декабря 1945 года занимал должность заместителя по ПВО командующего артиллерией Тбилисского ВО, с мая 1946 года — ту же должность в ЗакВО, а с декабря — в ЦГВ.
В июне 1947 года назначен начальником Чкаловского училища зенитной артиллерии им. С. Орджоникидзе.
С ноября 1951 года командовал 86-й зенитной артиллерийской дивизией.
В марте 1955 года генерал-майор артиллерии Петров уволен в запас.
Скончался 9 ноября 1980 года, похоронен на Румянцевском (Ольгинском) кладбище в Нижнего Новгорода.

## Награды
- орден Ленина (1946)[4])
- четыре ордена Красного Знамени (24.08.1944[5], 03.11.1944[4], 11.11.1944[6], 1951[4])
- орден Отечественной войны II степени (18.09.1943)[7]
- орден Красной Звезды (28.10.1967)[8]

медали в том числе:
- - «За победу над Германией в Великой Отечественной войне 1941—1945 гг.» (1945)
  - «За освобождение Варшавы» (1945)
  - «Ветеран Вооружённых Сил СССР» (1976)

Приказы (благодарности) Верховного Главнокомандующего в которых отмечен А. Н. Петров.
- За овладение областным центром Белоруссии городом и крепостью Брест (Брест-Литовск) — оперативно важным железнодорожным узлом и мощным укрепленным районом обороны немцев на варшавском направлении. 28 июля 1944 года № 157.
- За овладение городом и крепостью Гданьск (Данциг) — важнейшим портом и первоклассной военно-морской базой немцев на Балтийском море. 30 марта 1945 года. № 319.
- За овладение главным городом Померании и крупным морским портом Штеттин и городами Гартц, Пенкун, Казеков, Шведт. 26 апреля 1945 года. № 344

Других государств
- кавалер рыцарского ордена «Виртути Милитари» (ПНР) (1945)
- медаль «За Варшаву 1939—1945» (ПНР (1945)
- Медаль «За Одер, Нейсе, Балтику» (ПНР (1945)